# Nehemia Anton Nobel
Nehemia Anton Nobel (hebräisch נחמיה אנטון נובל) (geboren 8. November 1871 in Nagyatád, Komitat Somogy, Ungarn; gestorben 24. Januar 1922 in Frankfurt am Main) war Rabbiner, Prediger und jüdischer Gelehrter.

## Leben und Wirken
Nehemia Tzvi Anton, Sohn des Rabbiners Josef Nobel (1839–1917) und seiner Mutter Esther Nobel, geborene Brock. Im Jahre 1880 zog die Familie nach Halberstadt um, wo sein Vater einer der Stadtrabbiner, ein angesehener Prediger und Lehrer einer „beth midrasch“ (hebräisch בית מדרש) war. Er wuchs in Halberstadt auf und absolvierte im Jahre 1892 seine Reifeprüfung an dem dortigen humanistischen Domgymnasium Stephaneum. Hiernach folgte von 1892 bis 1895 ein Studium am orthodoxen Rabbinerseminar von Esriel Hildesheimer, das er 1895 mit dem Rabbinerexamen und der Erlangung des Rabbinatsdiplom beendete. Seinen Militärdienst leistete Nobel von 1895 bis 1896 ab. Sein Studium der Philosophie und deutschen Literatur an den Universitäten Berlin, bei Wilhelm Dilthey, und Marburg. Es folgte seine Promotion, doctor philosophiae, 1897 durch die Universität Bonn. Im Jahre 1898 heiratet er Julie Weil aus Viersen (verstorben 1938). Das Paar hatte eine Tochter Ruth Nobel (geboren 1905).
Im Jahre 1900 ging er, gewissermaßen als „Postdoc-Student“, zu Hermann Cohen nach Marburg.
Mehrere Rabbinatsstellen folgten, so im Jahre 1896 in Köln und Königsberg in Preußen, dann 1901 in Leipzig und 1906 als Rabbiner in Hamburg. Während des 1. Weltkrieges war er von 1914 bis 1918 Feldgeistlicher (Militärrabbiner).
Ab 1910 (bis 1922) war er Rabbiner in Frankfurt am Main, wo er später einen Lehrauftrag für jüdische Religionswissenschaft und Ethik an der Universität wahrnahm. Im Jahre 1904 wurde er zum Vizepräsident der orthodox zionistischen Vereinigung Misrachi bestimmt.
Er gehörte zu den ersten religiösen Zionisten und vertrat zusammen mit Martin Buber und Franz Rosenzweig den von Achad Haam lancierten „kulturellen Zionismus“. Die Historikerin Rachel Heuberger erwähnt seinen „Versuch, eine nostalgische Synthese zwischen dem historischen Judentum und der modernen Kultur zu schaffen“.
Nobel selbst war ein konservativer, modern-orthodoxer Rabbiner, berühmter Kanzelredner, jüdischer Gelehrter und zugleich deutscher Patriot.
Weitere Funktionen waren im Jahre 1918 Leiter des Allgemeinen Deutschen Rabbinerverbands, Vorstand der Akademie für die Wissenschaften des Judentums und ab 1920 unterstützte er das Freie Jüdische Lehrhaus von Franz Rosenzweig.

## Publikationen
- Schopenhauers Theorie d. Schönen in ihren Beziehungen zu Kants Kritik d. ästhetischen Urteilskraft. Dissertationsschrift, Universität Bonn, Bonn 1897;
- Fünf Reden gehalten am Versöhnungstage und am Schlußfeste des Jahres 5673 in der Gemeinde-Synagoge am Börneplatz. M. Slobotzky, Frankfurt am Main 1912
- Schopenhauers Theorie des Schönen. Kohn & Cie., Köln-Sülz 1897
- Kriegspredigten: gehalten in der Gemeinde-Synagoge am Börneplatz. J. Kauffmann, Frankfurt am Main 1915